# Konståkning vid olympiska vinterspelen 1936 – Singel herrar
Konståkning vid olympiska vinterspelen 1936 – Singel herrar genomfördes 9-14 februari 1936. Det var 25 deltagare från 12 nationer. Österrikaren Karl Schäfer lyckades försvara sin titel från Olympiska spelen i Lake Placid

## Medaljer
| Gren          | Guld               | Silver            | Brons              |
| Singel herrar | Karl Schäfer (AUT) | Ernst Baier (GER) | Felix Kaspar (AUT) |

## Resultat
| Plats | Utövare            | Stilpoäng |
| ----- | ------------------ | --------- |
| 1     | Karl Schäfer       | 422,7     |
| 2     | Ernst Baier        | 400,8     |
| 3     | Felix Kaspar       | 400,1     |
| 4     | Montgomery Wilson  | 394,5     |
| 5     | Graham Sharpe      | 394,1     |
| 6     | Jack Dunn          | 387,7     |
| 7     | Marcus Nikkanen    | 380,7     |
| 8     | Elemér Terták      | 379,0     |
| 9     | Dénes Pataky       | 374,8     |
| 10    | Freddie Tomlins    | 364,2     |
| 11    | Leopold Linhart    | 364,2     |
| 12    | Robin Lee          | 363,0     |
| 13    | Erle Reiter        | 352,9     |
| 14    | Hellmut May        | 354,8     |
| 15    | Toshiichi Katayama | 347,4     |
| 16    | Geoffrey Yates     | 348,7     |
| 17    | Lucian Büeler      | 343,6     |
| 18    | Günther Lorenz     | 343,5     |
| 19    | Roman Turuşanco    | 337,8     |
| 20    | Kazuyoshi Oimatsu  | 325,4     |
| 21    | Zenjiro Watanabe   | 325,4     |
| 22    | George Hill        | 325,1     |
| 23    | Tsugio Hasegawa    | 314,6     |
| 24    | Jaroslav Sadílek   | 305,0     |
| 25    | Verners Auls       | 222,6     |

Huvuddomare:
- Ulrich Salchow

Domare:
- Charles M. Rotch
- W. Ros Sharpe
- Walter Jakobsson
- John Z. Machado
- Fritz Schober
- Rudolf Kaler
- László von Orbán
- Jirí Sykora